# Wybory parlamentarne w Turcji w 2018 roku
Wybory parlamentarne w Turcji w 2018 roku – wybory do Wielkiego Zgromadzenia Narodowego Turcji, które odbyły się 24 czerwca 2018 roku (jednocześnie z wyborami prezydenckimi). Zakończyły się zwycięstwem koalicji Sojusz Ludu (składającej się z Partii Sprawiedliwości i Rozwoju i Partii Narodowego Działania), która uzyskała 53,6% głosów. Wybory przeprowadzono podczas trwającego od dwóch lat stanu wyjątkowego.
Pierwotnie wybory parlamentarne i prezydenckie miały odbyć się w listopadzie 2019 roku, jednak w kwietniu 2018 roku prezydent Turcji Recep Tayyip Erdoğan postanowił je przyspieszyć. Swoją decyzję uzasadnił koniecznością szybkiego przejścia na system prezydencki, który według niego jest efektywniejszy w związku z wojną domową w Syrii.
Były to pierwsze wybory organizowane po referendum z 16 kwietnia 2017 roku. W wyniku zmian w konstytucji zwiększono liczbę wybieranych posłów do parlamentu z 550 do 600.
Do wzięcia udziału w głosowaniu uprawnionych było 59 354 840 osób. Oddano łącznie 51 183 729 głosów. Frekwencja wyniosła 86,23%.

## Wyniki
| Komitet wyborczy            | Komitet wyborczy                 | Głosy      | Głosy   | Mandaty |
| Komitet wyborczy            | Komitet wyborczy                 | Liczba     | Procent | Mandaty |
| --------------------------- | -------------------------------- | ---------- | ------- | ------- |
| Koalicja Sojusz Ludu        | Partia Sprawiedliwości i Rozwoju | 21 335 579 | 42,56   | 295     |
| Koalicja Sojusz Ludu        | Partia Narodowego Działania      | 5 564 517  | 11,10   | 49      |
| Koalicja Sojusz Narodu      | Republikańska Partia Ludowa      | 11 348 899 | 22,64   | 146     |
| Koalicja Sojusz Narodu      | Dobra Partia                     | 4 990 710  | 9,96    | 43      |
| Koalicja Sojusz Narodu      | Partia Szczęścia                 | 673 731    | 1,34    | 0       |
| Ludowa Partia Demokratyczna | Ludowa Partia Demokratyczna      | 5 866 309  | 11,70   | 67      |
| Pozostałe partie            | Pozostałe partie                 | 1 024 405  | 0,7%    | 0       |
| Źródło:                     |                                  |            |         |         |